# Бєліч Андрій Микитович
Бєліч Андрій Микитович (19 вересня (1 жовтня) 1895 , Землянки, Область Війська Донського, Російська імперія  — невідомо ) — український державний діяч. Депутат Верховної Ради УРСР 1-го скликання (1940–1947).

## Біографія
Народився 19 вересня (1 жовтня) 1895 року в селі Землянки (тепер селище міського типу Донецької області, підпорядковане міській раді Макіївки) в родині селянина-бідняка. Закінчив початкову школу. Трудову діяльність розпочав у шістнадцятирічному віці лампоносом на шахті.
З 1912 року — шахтар на копальні «Чайкино» в Макіївці, з 1913 по 1924 рік — чорнороб Макіївського металургійного заводу.
У 1915–1918 роках — у діючій російській армії на Південно-Західному фронті в 54-му піхотному Мінському полку. Учасник Першої світової війни.
У 1924–1941 роках — вальцювальник-прокатник штрипсового стану, начальник зміни Макіївського металургійного заводу імені Кірова Донецької (Сталінської) області. 
Член ВКП(б) з 1931 року.
З 1937 року обирався партійним організатором (парторгом) прокатного цеху №2 Макіївського металургійного заводу імені Кірова. 
1938 року був обраний депутатом Верховної Ради УРСР першого скликання по Макіївсько-Кіровській виборчій окрузі № 284 Сталінської області.
Під час Великої Вітчизняної війни в 1941–1944 роках в евакуації на Уралі, диспетчер цеху металургійного заводу міста Нижній Тагіл Свердловської області РРФСР.
Станом на червень 1945 року — начальник зміни прокатного цеху Макіївського металургійного заводу імені Кірова.

## Нагороди
- орден Леніна (26.03.1939)
- значок «Відмінник соціалістичного змагання» (.04.1938)